# Allegheny (wyżyna)

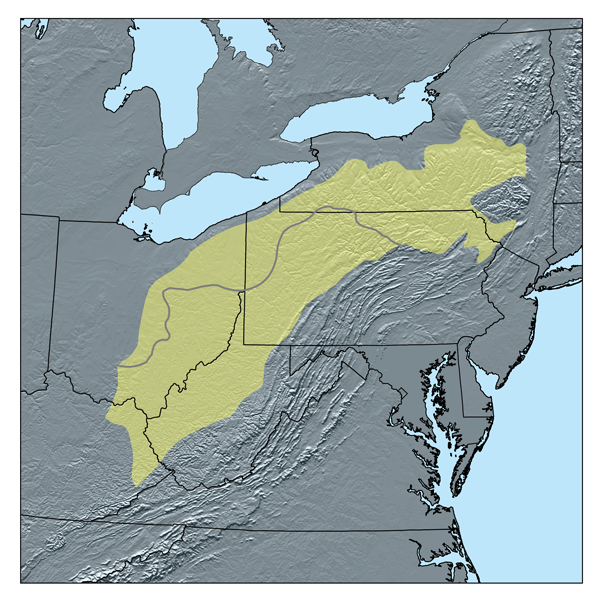
Mapa wyżyny

Allegheny – wyżyna w Stanach Zjednoczonych, stanowiąca część Wyżyn Appalaskich, będąca najbardziej na zachód wysuniętą częścią Appalachów Południowych. Wysokość do 450 m n.p.m.
Wyżyna rozciąga się od doliny rzeki Mohawk w centralnym stanie Nowy Jork po wyżynę Cumberland w południowej Wirginii Zachodniej. Opada ku wschodowi progiem denudacyjnym. Zbudowana jest z wapieni sylurskich oraz piaskowców dewońskich.
W północnej części doliny rzek Allegheny, Delaware i Susquehanna, zaś w południowej doliny rzek z systemu Ohio. W większości wyżynę pokrywa las. Na wyżynie występują złoża węgla kamiennego, gazu ziemnego i ropy naftowej.